# Ri Myong-sam
Ri Myong-sam (6 maggio 1974) è un ex calciatore nordcoreano, di ruolo difensore.